# Claes Ahlund
Claes Thorild Ahlund, född 1957, är en svensk professor i litteraturvetenskap.
Ahlund blev filosofie kandidat vid Uppsala universitet 1982 och avlade ämneslärarexamen i svenska och engelska vid Högskolan för lärarutbildning i Stockholm 1983. Han avlade doktorsexamen vid Uppsala universitet 1990 där han också utnämndes till docent 1994. Åren 2000–2006 verkade han som professor i litteraturvetenskap vid Högskolan i Gävle och han var 1997–2001 gästprofessor i svensk litteratur vid Universitetet i Tromsø. År 2006 blev han utnämnd till professor i litteraturvetenskap vid Mittuniversitetet och 2009 till professor vid Helsingfors universitet. Sedan 2010 är Ahlund professor i litteraturvetenskap vid Åbo Akademi och sedan 2012 styrelsemedlem i Svenska litteratursällskapet i Finland.
Ahlunds forskning har bland annat behandlat universitetskritik och bildningsideal,  Stig Dagermans författarskap, dekadenslitteratur och politisk opinionsbildning i skönlitteraturen.